# Endasys testaceus
Endasys testaceus là một loài tò vò trong họ Ichneumonidae.